# Миколайки
Миколайки (пол. Mikołajki, нем. Nikolaiken) — город в Польше, входит в Варминьско-Мазурское воеводство, Мронговский повят. Имеет статус городско-сельской гмины. Занимает площадь 9,32 км². Население — 3852 человека (на 2018 год).
Расположен на берегах озёр Талты и Миколайке, принадлежащих к Мазурским озёрам. Миколайки — туристический центр, часто посещаемый туристами из Калининградской области России (особенно их привлекает местный аквапарк).

## История
Впервые упоминается в письменных источниках как Nickelsdorf в 1444 году. По всей видимости, название получено от церкви святого Николая, покровителя рыбаков. Кроме того, на территории нынешнего города существовали деревни Конец (Koniec) и Кослау (Koslau). До постройки деревянного моста в 1516 году сообщение между тремя поселениями осуществлялось только по воде. Название Nikolaiken упоминается с 1610 года. Во время второй польско-шведской войны Николайкен был сильно разрушен татарами, а значительная часть жителей — угнана в рабство. Несмотря на это, поселок быстро восстановился.
В 1726 году Николайкен, объединив в себе также Конец и Кослау, получил от Фридриха Вильгельма I права города. Большое экономическое значение для города имела прокладка Летценского канала в 1764—1765 годах, соединившего озера Негоцин и Мамры, и давшего возможность транспортировать древесину на север Пруссии.
С древнейших времен и до нынешних дней Миколайки были центром рыболовства. С XIX века город становится популярным туристическим центром. Первый отель был открыт в городе в 1888 году. С 1911 года город связан с остальной Пруссией железнодорожным сообщением.

## Памятники
В реестр охраняемых памятников Варминьско-Мазурского воеводства занесены:
- Часть города, 1 половина XVIII, XIX в.
- Костёл Божьей Матери в розах 1910 г.
- Лютеранская церковь св. Троицы 1840 г.
- Склеп 2 половины XIX в.
- Лютеранское кладбище 2 половины XIX в.
- Часовня
- Иудейское кладбище
- Мельница начала XX в.
- Дома 2 половины XIX — начала XX в. по ул. Свободы, 1, 4, 6, 7, 8, 11, 12, 13, 14
- Дома середины — конца XIX в. по ул. Мронговской, 1, 3, 4
- Дома начала XIX — начала XX в. по ул. Кайки, 1а, 2—6, 8,12, 17, 21, 23, 24, 26, 27, 30, 35, 46а, 62, 64, 67, 77, 83, 83а, 83б, 85, 96, 100а, 102, 104, 106
- Дом конца XIX в. по ул. Кузнечной, 2а
- Дом начала XX в. по ул. Окружной, 6
- Дома XIX — начала XX в. по ул.3 Мая, 1, 6, 9, 11, 12, 14, 16, 17, 22, 24

- Миколайки
- Миколайки
- Костёл Божьей Матери в розах
- Лютеранская церковь Св. Троицы
- Костёл Св. Николая
- Мельница

## Топографические карты
- Лист карты N-34-XXII Мронгово. Масштаб: 1 : 200 000. Издание 1977 г.